# Brian O'Halloran
Pour les articles homonymes, voir O'Halloran.
Brian O'Halloran, né le 20 décembre 1969 à Manhattan (New York), est un acteur américain. Il est célèbre pour son rôle de Dante Hicks, personnage du View Askewniverse, dans les films Clerks, les employés modèles et Clerks 2.
Il est un des acteurs fétiches du cinéaste Kevin Smith, pour lequel il fait des caméos dans certains de ses films, par exemple Dogma, Méprise multiple ou Les Glandeurs.
Il est également l'acteur principal dans le film Vulgar en 2000. Depuis le rôle qui l'a révélé dans Clerks, il s'est principalement consacré à une carrière au théâtre.

## Filmographie
- 1994 : Clerks, les employés modèles (Clerks.) de Kevin Smith : Dante Hicks
- 1995 : Les Glandeurs (Mallrats) de Kevin Smith : Gill Hicks
- 1997 : Méprise multiple (Chasing Amy) de Kevin Smith : Jim Hicks
- 1999 : Dogma de Kevin Smith : Grant Hicks
- 2000 : Vulgar de Bryan Johnson : Will Carlson / Flappy / Vulgar
- 2000 : Clerks (Clerks: The Animated Series) : Dante Hicks (voix)
- 2001 : Jay et Bob contre-attaquent (Jay and Silent Bob Strike Back) de Kevin Smith : Dante Hicks
- 2001 : Drop Dead Roses de Jessica Hudson : Shawn
- 2002 : The Flying Car (court-métrage / TV) de Kevin Smith : Dante Hicks
- 2002 : Maybe Means No de Trey Nelson : Narrateur
- 2003 : Moby Presents: Alien Sex Party de Paul Yates : Clerk
- 2006 : Clerks 2 de Kevin Smith : Dante Hicks
- 2007 : Brutal Massacre: A Comedy de Stevan Mena : Jay
- 2007 : The Junior Defenders de Keith Spiegel : Mitch Stone
- 2008 : Phénomènes (The Happening) de M. Night Shyamalan : le conducteur de la jeep
- 2009 : Hooking Up : Dr. Jordan
- 2010 : Comment savoir (How Do You Know) de James L. Brooks : un serveur
- 2019 : Jay et Bob contre-attaquent… encore (Jay and Silent Bob Reboot) de Kevin Smith : Dante Hicks / Grant Hicks / lui-même
- 2022 : Clerks 3 (Clerks III) de Kevin Smith : Dante Hicks
- 2024 : The 4:30 Movie de Kevin Smith